# Université de l'Ouest de l'Angleterre
L'université de l'Ouest de l'Angleterre (en anglais : University of the West of England, abrégée UWE, souvent prononcé « you-oui »), anciennement Bristol Polytechnic, est une université britannique située à Bristol, dans le Gloucestershire. 
L'université a été officiellement fondée en 1970, mais trace ses racines jusqu'à la fondation de la ville par des marins marchands et la création en 1595 d'une école de navigation pour les « marchands-aventuriers ». Elle accueille environ 30 000 étudiants et emploie 3 000 personnes. C'est la plus grosse université de Bristol.

## Facultés
L'université est divisée en facultés puis subdivisée en écoles :
- Faculty of Applied Sciences (Frenchay Campus)
  - School of Biomedical Sciences
  - School of Biosciences
  - School of Environmental & Interdisciplinary Sciences
  - School of Human & Analytical Sciences
  - School of Psychology

- Bristol School of Art, Media and Design (Bower Ashton Campus)
  - School of Communication Design and Media
  - School of Design and Applied Arts
  - School of Fine Arts
  - School of Foundation Studies

- Bristol Business School (Frenchay Campus)
  - School of Accounting and Finance
  - School of Human Resource Management
  - School of Marketing
  - School of Organisation Studies
  - School of Operations and Information Management
  - School of Strategy and International Business
  - School of Economics

- Faculty of the Built Environment' (Frenchay Campus)
  - School of Civil Engineering
  - School of Construction Economics, Management and Engineering
  - School of Geography and Environmental Management
  - School of Housing and Urban Studies
  - School of Land and Property Management
  - School of Planning and Architecture

- Faculty of Computing, Engineering and Mathematical Sciences (Frenchay Campus)
  - School of Computer Science
  - School of Information Systems
  - School of Mechanical, Manufacturing and Aerospace Engineering
  - School of Computing and Electrical Engineering
  - School of Mathematical Sciences

- Faculty of Education (Frenchay Campus)

- Faculty of Health & Social Care (Glenside Campus)
  - School of Adult Nursing
  - School of Allied Health Professions
  - School of Health, Community and Policy Studies
  - School of Maternal and Child Health
  - School of Mental Health and Learning Disabilities

- Faculty of Humanities, Languages and Social Sciences (St Matthias Campus and Frenchay Campus)
  - School of Media and Cultural Studies
  - School of English and Drama
  - School of History
  - School of Languages, Linguistics and Area Studies
  - School of Politics
  - School of Sociology

- Faculty of Law (Frenchay Campus)